# Chrysler Voyager
Chrysler Voyager je europsko tržišno ime velikog jednovolumena kojeg proizvodi i prodaje koncern DaimlerChrysler, a u SAD-u se isto vozilo naziva Chrysler Town & Country i Dodge Caravan.
Po prvi puta je predstavljen 1984., a u SAD-u se tada prodavao i pod nazivom Plymouth Voyager, te je bio prvi minivan koji se uopće pojavio na tržištu. 1985. ti su minivanovi bili na popisu deset najboljih automobila na tržištu, objavljenom u američkom automobilističkom časopisu Car and Driver, a 1987. po prvi puta je predstavljena i produžena izvedba pod nazivom Grand Voyager, odnosno Grand Caravan.
1992. predstavljena je druga generacija koja je zapravo bila tek nešto značajnije izmijenjena prva. No, 1996. stiže potpuno drugačije i modernije dizajnirana treća generacija, a časopis Motor Trend proglašava je automobilom godine, te ponovo ulazi i u Car and Driverov popis "deset najboljih", ovaj put dvije godine za redom.
2001. dolazi nova generacija, a gašenjem marke Plymouth kraća izvedba u Chryslerovoj ponudi na američkom tržištu se počinje nazivati Voyager, a duža Town & Country. No, 2003. se vraća prijašnja primjena naziva Town & Country na obje dužine karoserije, a godinu dana kasnije lagano je izmijenjen izgled prednjeg dijela.
Na europskom tržištu kraća se izvedba oduvijek zvala Voyager, a duža Grand Voyager i obje se proizvode u tvornici Eurostar u Austriji.
Trenutačna ponuda motora kojima se oprema Voyager za naše tržište uključuje dva benzinska i dva dizelska.
- 2.4 - benzinski s četiri cilindra i 147 KS
- 2.5 CRD - dizelski s četiri cilindra i 143 KS
- 2.8 CRD - dizelski s četiri cilindra i 150 KS
- 3.3 - benzinski sa šest cilindara i 174 KS

Produžena izvedba Grand Voyager se oprema isključivo s dva jača motora dok je kraći Voyager dostupan sa sva četiri. Slabija dva motora nude se isključivo u kombinaciji s ručnim mjenjačem, a dva jača su neovisno o dužini karoserije dostupna samo s automatskim. Cijene se kreću u rangu od 30 do 50 tisuća eura.